# Криниця Новопавлівська срібляста
49°33′ пн. ш. 38°24′ сх. д. / 49.550° пн. ш. 38.400° сх. д.
Криниця Новопавлівська срібляста — джерело, геологічна пам'ятка природи місцевого значення Сватівського району Луганської області України. Знаходиться за 600 м на північний схід від села Павлівка, у лівому відвершку верхів'я безіменної балки, ліворуч від дороги Сватове — Білокуракине.
У геоморфологічному відношенні пам'ятка розташована на лівобережному схилі вододілу річок Красна і Хоріна. Абсолютні висоти в місці виходу підземних вод становлять 137 м над рівнем моря. Відстань між виходами джерела від 1 до 3,5 м. Підходи до джерела викладені з каменю та забетоновані. Безпосередньо на об'єкті, під малопотужним шаром (8 м) четвертинних суглинків у тальвезі лівого відрогу балки залягає водоносний горизонт у відкладах харківської серії потужністю — 10-12 м. Розріз харківської серії представлений опоковидними алевролітами, пісковиками, дрібнозернистими і алевритистими пісками. Підземні води використовуються для водопостачання місцевого населення. Живлення водоносного горизонту відбувається за рахунок інфільтрації атмосферних опадів. Води переважно гідрокарбонатно-сульфатні та сульфатно-гідрокарбонатні з мінералізацією від 0,5 до 2,3 г/дм³. За основним макроскладом вода відповідає вимогам ДЕСТУ 2874-82 «Вода питна» за всіма показниками, окрім мікрокомпонентів. Дебіт становить від 0,014 до 0,048 л/с.

## Охорона
Юридично об'єкт як геологічна пам'ятка ще не оформлений. Джерело потребує нагляду.